# Леан-М
«Леан-М» — продюсерский центр, занимающийся производством продукции для телевизионных каналов. С 2007 по 2022 год входил в состав компании Sony Pictures Television Russia. В разное время партнёрами центра являлись телеканалы «ТВ Центр», «7ТВ», «РЕН ТВ», «СТС», «ТНТ», «НТВ», «Россия», «Первый канал», «Новый канал» и «Ю». Среди наиболее известных проектов — телесериалы «Солдаты», «Счастливы вместе», «Воронины» и «Восьмидесятые».

## История
В 2000 году телевизионный деятель Тимур Вайнштейн знакомится с главным продюсером МТРК «Мир» Олегом Осиповым. Они решают начать сотрудничество и основывают собственную телекомпанию, которая стала располагаться в телецентре «Останкино» и приобрела название «Леан ТВ» (по двум первым буквам имён отцов Вайнштейна и Осипова — Леонида и Анатолия). Осипов возглавил компанию, а Вайнштейн стал её генеральным продюсером. Первой работой телекомпании стали документальные фильмы из цикла «Спецрепортаж» на ОРТ. Далее были произведены фильмы из биографического цикла «Возвращение домой» для этого же телеканала.
В 2002 году основным партнёром «Леан ТВ» стал спортивный телеканал «7ТВ», для которого компания произвела несколько тематических развлекательных передач. Однако с середины 2003 года канал начал испытывать финансовые трудности и отказался от дальнейшего финансирования программ. Тогда в «Леан ТВ» решили сосредоточиться на создании сериальной продукции, поскольку на то время цена за одну произведённую серию колебалась от $50 000 до $100 000.
Осенью 2004 года председателем совета директоров компании становится продюсер развлекательного вещания телеканала REN-TV Вячеслав Муругов. Тем самым, 17 ноября того же года компания приобретает своё нынешнее название «Леан-М» и начинает функционировать как новое юридическое лицо. В 2005 году Муругов переходит на телеканал СТС и становится директором Департамента производства телевизионных сериалов и продюсером юмористических программ, однако свою должность в «Леан-М» сохраняет.
В 2007 году телекомпания Sony Pictures Television International, по лицензии которой «Леан-М» производила телесериалы «Счастливы вместе» и «Петя Великолепный», приобретает 51 % уставного капитала компании. Остальные 49 % остались у Вайнштейна, Осипова и Муругова в равных долях.
В апреле 2009 года Вячеслав Муругов, к тому моменту занявший посты генерального продюсера «СТС Медиа» и генерального директора СТС, уходит из компании и продаёт свои 16 % Sony Pictures Television International, чтобы избежать конфликта интересов между телеканалами и производителем контента. В июле этого же года продюсерский центр также покидает Тимур Вайнштейн, принявший решение создать собственную производственную компанию — «ВайТ Медиа», первоначально сохранив свою долю в «Леан-М» как её учредитель.
С 1 февраля 2011 года корпорация SPT Russia Holdings Inc. стала владеть всеми 100 % в «Леан-М».
С 6 июня 2022 года, спустя три месяца после ухода Sony с российского рынка, владельцем «Леан-М» стало ООО «Джейвиэм Холдинг» (JVM Holding), учреждённое Владимиром Утиным, Михаилом Россолько и Юлией Биккуловой.

## Генеральные директора
- Олег Осипов (2000—2006)
- Алексей Корсак (2006—2008)
- Руслан Халиуллин (2009—2013)[9]
- Вадим Соколовский (2014—2017)[10]
- Владимир Утин (с 2017 года)[11]

## Производство

### Телесериалы
| Название                         | Дата выпуска                                                                                 | Телеканалы        | Жанр                                           |
| -------------------------------- | -------------------------------------------------------------------------------------------- | ----------------- | ---------------------------------------------- |
| «Капитан Правда»                 | 16 апреля—16 июля 2003                                                                       | REN-TV            | комедийный боевик                              |
| «Солдаты» (1—16 сезоны)          | 23 августа 2004—26 декабря 2011                                                              | REN-TV/РЕН ТВ     | военная комедия                                |
| «Афромосквич» (2 сезон)          | 12 февраля 2005—13 марта 2006                                                                | REN-TV            | ситком                                         |
| «Туристы»                        | 29 августа—6 октября 2005                                                                    | REN-TV            | комедия                                        |
| «Студенты»                       | 29 августа 2005—30 января 2008                                                               | REN-TV/РЕН ТВ     | комедия                                        |
| «Фирменная история»              | 21 ноября—29 декабря 2005                                                                    | REN-TV            | комедия                                        |
| «Счастливы вместе»               | 8 марта 2006—1 марта 2013                                                                    | ТНТ               | ситком                                         |
| «Золотая тёща»                   | 19 августа—8 декабря 2006                                                                    | ТВ Центр          | ситком                                         |
| «Петя Великолепный»              | 4 сентября—8 ноября 2006                                                                     | СТС               | комедия                                        |
| «Папа на все руки»               | 27 ноября 2006—10 марта 2009                                                                 | СТС               | ситком                                         |
| «Дочки-матери»                   | 21 мая—31 августа 2007                                                                       | СТС               | драмеди                                        |
| «Бешеная»                        | 3—27 сентября 2007                                                                           | НТВ               | детектив                                       |
| «Колобков. Настоящий полковник!» | 1—11 октября 2007                                                                            | РЕН ТВ            | лирическая комедия, спин-офф сериала «Солдаты» |
| «Платина»                        | 8 октября 2007—2 октября 2009                                                                | НТВ               | криминальный боевик                            |
| «Морская душа»                   | 15 октября—6 декабря 2007                                                                    | РЕН ТВ            | комедийный боевик                              |
| «Смальков. Двойной шантаж»       | 25 марта—3 апреля 2008                                                                       | Новый канал       | лирическая комедия, спин-офф сериала «Солдаты» |
| «Сердцеедки»                     | 12 мая 2008—13 ноября 2009                                                                   | СТС               | драмеди                                        |
| «Бородин. Возвращение генерала»  | 15—25 мая 2008                                                                               | Новый канал       | лирическая комедия, спин-офф сериала «Солдаты» |
| «ГИБДД и т. д.»                  | 30 июля—11 сентября 2008                                                                     | Новый канал       | комедийный боевик                              |
| «Кружева»                        | 22—30 сентября 2008                                                                          | Россия            | мелодрама                                      |
| «Моя любимая ведьма»             | 7 декабря 2008—9 июня 2009                                                                   | ТВ-3              | ситком                                         |
| «Провинциалка»                   | 22—25 декабря 2008                                                                           | Россия            | мелодрама                                      |
| «Дом кувырком»                   | 5 января—24 декабря 2009                                                                     | СТС               | ситком                                         |
| «Однажды будет любовь»           | 26 января 2009—22 января 2010                                                                | Россия/Россия-1   | мелодрама                                      |
| «Крем»                           | 7 сентября—30 декабря 2009 (1-84 серии, 1+1) 3—22 января 2010 (версия из 40 серий, Россия-1) | 1+1, Россия-1     | мелодрама                                      |
| «Хранитель»                      | 2—12 ноября 2009                                                                             | НТВ               | шпионский боевик                               |
| «Воронины»                       | 16 ноября 2009—3 октября 2019                                                                | СТС               | ситком                                         |
| «Всё к лучшему»                  | 17 января 2011—2 февраля 2012                                                                | Россия-1          | драмеди                                        |
| «Метод Лавровой»                 | 23 мая 2011—20 июня 2013                                                                     | СТС               | комедийный детектив                            |
| «Дело Крапивиных»                | 18 июля—25 августа 2011                                                                      | НТВ               | детектив                                       |
| «Молодожёны»                     | 21 ноября 2011—19 апреля 2012                                                                | СТС               | ситком                                         |
| «Восьмидесятые»                  | 30 января 2012—16 июня 2016                                                                  | СТС               | историческое драмеди                           |
| «Золотой запас»                  | 13—30 августа 2012                                                                           | НТВ               | боевик                                         |
| «Верное средство»                | 19 ноября 2012—6 мая 2015                                                                    | РЕН ТВ            | медицинская драма                              |
| «Первая любовь»                  | 9 сентября—29 ноября 2013                                                                    | Интер             | мелодрама                                      |
| «До смерти красива»              | 7 октября—14 ноября 2013                                                                     | Новый канал       | фантастическое драмеди                         |
| «Окрылённые»                     | 21 сентября—16 октября 2015                                                                  | Ю                 | драмеди                                        |
| «Акушерка»                       | 25 марта 2017—16 марта 2023                                                                  | Россия-1          | медицинская драма                              |
| «Шифр»                           | 11 марта 2019—настоящее время                                                                | Первый канал      | исторический детектив                          |
| «Хорошая жена»                   | 11—22 ноября 2019                                                                            | НТВ               | драма                                          |
| «Журавль в небе»                 | 25 мая—11 июня 2020                                                                          | Первый канал      | мелодрама                                      |
| «Чужая стая»                     | 30 ноября 2020—10 февраля 2023                                                               | НТВ               | боевик                                         |
| «Скажи что-нибудь хорошее»       | 7—22 декабря 2020                                                                            | Первый канал      | мелодрама                                      |
| «Бухта Глубокая»                 | 19—22 апреля 2021                                                                            | НТВ               | детектив                                       |
| «Золотой папа»                   | 11 сентября 2021                                                                             | Россия-1          | комедия                                        |
| «Криминальный доктор»            | 11—15 октября 2021                                                                           | НТВ               | детектив                                       |
| «Дайвер»                         | 4—8 июля 2022                                                                                | НТВ               | детектив                                       |
| «Классная Катя»                  | 5 сентября—3 октября 2022                                                                    | СТС               | комедия                                        |
| «Хозяин»                         | 20 марта 2023—21 марта 2025                                                                  | НТВ               | боевик                                         |
| «Борщи»                          | 15—26 мая 2023                                                                               | НТВ               | детектив                                       |
| «Доктор Краснов»                 | 24 августа 2023                                                                              | Смотрим, Россия-1 | медицинская драма                              |
| «Мафия — дело семейное»          | 27 ноября—7 декабря 2023                                                                     | СТС               | комедия                                        |
| «Костя — Вера»                   | 9—19 сентября 2024                                                                           | СТС               | комедия                                        |

### Телепрограммы
| Название                              | Дата выпуска                    | Ведущие                                          | Телеканалы | Жанр                                     |
| ------------------------------------- | ------------------------------- | ------------------------------------------------ | ---------- | ---------------------------------------- |
| «Без правил»                          | 9 июня 2002 — 4 февраля 2003    | Олег Осипов                                      | ТВЦ        | молодёжное ток-шоу                       |
| «Абсолютный слух»                     | 29 декабря 2002 — 20 июня 2003  | Олег Осипов                                      | 7ТВ        | социальное ток-шоу                       |
| «Зарядка для страны»                  | 11 марта — 17 октября 2003      | Михаил Полицеймако, Мария Бутырская              | 7ТВ        | спортивные упражнения                    |
| «Спорт. История здоровья»             | 11 марта — 22 августа 2003      | Татьяна Судец                                    | 7ТВ        | социальный проект                        |
| «Награда за смелость»                 | 11 марта — 29 августа 2003      | Ян Арлазоров, позже — Алексей Федотов            | 7ТВ        | юмористическая телеигра                  |
| «Невероятная коллекция мистера Рипли» | 7 мая 2007 — 17 марта 2008      | Иван Гришанов                                    | ДТВ        | программа о необычайных явлениях планеты |
| «Всё по-взрослому»                    | 25 мая — 25 октября 2009        | —                                                | СТС        | скетч-шоу для детей                      |
| «Моя свекровь — монстр»               | 2 апреля 2018 — 2 декабря 2020  | —                                                | Ю          | кулинарное реалити-шоу                   |
| «Идеальный ужин»                      | 19 ноября 2018 — 3 октября 2019 | Григорий Ляховецкий                              | Че         | кулинарное реалити-шоу                   |
| «Измены»                              | 29 марта 2019 — 23 февраля 2021 | Татьяна Виноградова, Ирина Минеева, Пётр Корнеев | Ю          | детективное реалити-шоу                  |
| «Мой лучше»                           | 8 — 12 июня 2020                | —                                                | Ю          | соревнования мужей                       |
| «Гости и прочие неприятности»         | 25 октября — 24 декабря 2021    | —                                                | Ю          | кулинарное реалити-шоу                   |
| «Не дрогни!»                          | 17 января — 21 марта 2022       | Михаил Галустян, Валя Карнавал, Артур Бабич      | СТС        | комедийно-игровое шоу                    |

### Документальные фильмы
| Название                                        | Дата выпуска           | Ведущий / закадровый голос                  | Телеканалы | Краткое описание                                                                   |
| ----------------------------------------------- | ---------------------- | ------------------------------------------- | ---------- | ---------------------------------------------------------------------------------- |
| «Спецрепортаж. Улица контрабандистов»           | 21 января 2001         |                                             | ОРТ        | Об улице Дружбы народов, разделяющей посёлки Меловое (Украина) и Чертково (Россия) |
| «Спецрепортаж. Два бойца»                       | 4 марта 2001           |                                             | ОРТ        | неизвестно                                                                         |
| «Дебют поколения»                               | 27 апреля 2002         |                                             | Культура   | неизвестно                                                                         |
| «Возвращение домой. Александр Абдулов. Фергана» | 12 апреля 2003         | —                                           | Первый     | Биография                                                                          |
| «Возвращение домой. Ренат Акчурин. Андижан»     | 24 мая 2003            | —                                           | Первый     | Биография                                                                          |
| «„Михаил Лермонтов“. Последний круиз»           | 11 января 2005         | Михаил Жигалов, Папуна Пипия, Наталья Гурзо | НТВ        | Хроника гибели теплохода                                                           |
| «Солдаты. Наизнанку»                            | 2—6 октября 2006       | —                                           | РЕН ТВ     | О создании телесериала «Солдаты»                                                   |
| «Собрание олимпийских сочинений»                | 12 июля—3 августа 2008 | Василий Кикнадзе                            | Спорт      | Восьмисерийный цикл об истории Олимпийских игр                                     |

### Кинофильмы
| Фильм                     | Дата выхода в прокат | Прокатчик            | Сборы в России и СНГ | Дата премьеры на ТВ | Телеканал |
| ------------------------- | -------------------- | -------------------- | -------------------- | ------------------- | --------- |
| После жизни               | 17 января 2008       | «Парадиз»            | 6 млн руб.           | 23 февраля 2008     | РЕН ТВ    |
| Человек, который знал всё | 11 июня 2009         | «Централ Партнершип» | 4 млн руб.           | 9 апреля 2011       | Россия-1  |
| Если бы да кабы           | 17 мая 2012          | «Парадиз»            | 0,095 млн руб.       | 24 сентября 2015    | СТС       |